# Atractus medusa
Atractus medusa là một loài rắn trong họ Colubridae. Loài này được Passos, Mueses-Cisneros, Lynch & Fernandes mô tả khoa học đầu tiên năm 2009.